# Fidencio Oviedo
Fidencio Oviedo Domínguez (Ciudad del Este, 30 de mayo de 1987) es un futbolista paraguayo. Juega de centrocampista defensivo para Rio Salado de la Liga Limpeña de Futbol de Paraguay.

## Trayectoria

### Libertad y debut en Primera División
Fidencio Oviedo dio sus primeros pasos como futbolista en el Club Libertad, equipo con el que debutaría en la máxima división del balompié guaraní en la temporada 2007. Sin embargo, su estadía en Tuyucúa sería muy breve, llegando a disputar apenas 15 partidos con el plantel de primera y pronto recalaría en clubes como 3 de Febrero y Tacuary en busca de mayor continuidad.
Para el segundo semestre del 2007 regresa a Libertad donde a pesar de disputar solo 2 partidos con el cuadro gumarelo, formaría parte del equipo que se alzó con el título de Campeón Absoluto del fútbol paraguayo ese mismo año.
En 2008 es transferido a Sol de América donde finalmente logra disputar 23 partidos, su mejor registro en una temporada en Paraguay antes de su partida al fútbol extranjero.

### Primera experiencia por el exterior
En el 2009 se convierte en jugador de Santiago Morning de Chile para las siguientes dos temporadas, club donde logra afianzarse y con el que disputa más de 60 partidos, logrando convertir un gol.

### Vuelta a Paraguay
Para el año 2010 Fidencio retorna a Paraguay para sumarse a las filas del Independiente de Campo Grande, equipo recién ascendido a la División de Honor. Y fue durante esta etapa con el cuadro campograndense donde a Fidencio le cupo un papel rutilante asentándose como uno de los mejores mediocampistas de la temporada y despertando el interés de los 4 equipos más poderosos del país; Olimpia, Cerro Porteño, Libertad y Guaraní.
De este modo Fidencio cerraba su ciclo en Independiente habiendo jugado 38 partidos y logrando marcar 2 goles.

### Cerro Porteño
El 1 de enero de 2012 se hace oficial la firma del jugador por el Club Cerro Porteño que adquirió el 50% de su pase por un costo de aproximadamente US$ 700.000. Anteriormente Olimpia y Guaraní habían ofrecido US$ 300.000 y 500.000 respectivamente. Empero, la larga novela finalmente acabaría con Oviedo siendo presentado como flamante contratación del Ciclón de Barrio Obrero.
Una vez vestido de azulgrana, Fidencio rápidamente lograría identificarse con el exigente público cerrista a fuerza de sacrificio, entrega y un notable rendimiento, que para el primer semestre del año daría sus frutos con la obtención del Torneo Apertura habiendo disputado la mayoría de los partidos como titular. Asimismo, alcanzaría los cuartos de final de la Copa Sudamericana de aquel año, donde Cerro caería eliminado ante Tigre por un global de 4-3.
En el 2013 conquista el Torneo Clausura de forma invicta con Cerro bajo la dirección técnica de Francisco “Chiqui” Arce. Durante este período Oviedo se consuma como una pieza inamovible del plantel y uno de los jugadores más reconocidos por la pasional parcialidad cerrista.
El 2014 no sería un buen año tanto para Fidencio como para Cerro, enfocado en las competencias internacionales, el equipo no lograría conseguir ningún título a nivel local. Aun así obtiene el vicecampeonato del Torneo Clausura.
Para el año siguiente el equipo encararía con gran ilusión la Copa Libertadores 2015, sin embargo, Fidencio no disputó el choque de vuelta por la ronda preliminar ante el Deportivo Táchira debido a un fuerte altercado con el DT de turno, el argentino Leonardo Astrada, quien lo había separado del plantel aduciendo una “una grave falta de indisciplina” por parte de Oviedo. Para empeorar aún más las cosas, Cerro quedaría eliminado ante el equipo venezolano frustrándose una vez más el tan anhelado objetivo internacional. Sin embargo, con la renuncia de Astrada y el interinato de Roberto “Tiburón” Torres al frente del banquillo azulgrana, Oviedo volvería al equipo titular en la goleada de 3-0 sobre Nacional en Ciudad del Este el 9 de marzo. A partir de este momento el jugador sería uno de los referentes del equipo que logra adjudicarse el Torneo Apertura luego de haber mantenido un invicto de 17 partidos durante la competencia.
En la segunda mitad del año, Oviedo alternaría la titularidad en Cerro que se conformaría con el subcampeonato del Torneo Clausura luego de caer frente a Olimpia en una finalísima que se definió a favor del conjunto franjeado.
En 2016, luego de quedar varias fechas fuera del plantel principal de Cerro Porteño, que entonces era dirigida por Gustavo Morinigo, se anuncia nuevamente su regreso al equipo principal, citado por el técnico Gustavo Florentín.

### Colón de Santa Fe
Para agosto del 2016, se da su arribo al fútbol de la Argentina, lo que sería su segunda experiencia en el exterior. Se convierte en nuevo jugador del Club Atlético Colón, club con el cual firma un contrato a préstamo por un año con opción de compra.

## Clubes
| Club                 | País      | Año             |
| -------------------- | --------- | --------------- |
| Libertad             | Paraguay  | 2005            |
| 3 de Febrero         | Paraguay  | 2006            |
| Tacuary FC           | Paraguay  | 2006-2007       |
| Libertad             | Paraguay  | 2007            |
| Sol de América       | Paraguay  | 2008            |
| Santiago Morning     | Chile     | 2009-2010       |
| Independiente F.B.C. | Paraguay  | 2010-2011       |
| Cerro Porteño        | Paraguay  | 2012-2016       |
| Colón                | Argentina | 2016-2017       |
| Guaraní              | Paraguay  | 2017-2018       |
| Independiente        | Paraguay  | 2018            |
| Deportivo Santaní    | Paraguay  | 2019            |
| Bolívar              | Bolivia   | 2020            |
| 3 de Febrero FBC     | Paraguay  | 2021            |
| Fernando de la Mora  | Paraguay  | 2023            |
| Encarnación          | Paraguay  | 2024            |
| Rio Salado           | Paraguay  | 2025-actualidad |

## Palmarés

### Campeonatos nacionales
| Título               | Club          | Sede     | Año  |
| -------------------- | ------------- | -------- | ---- |
| Torneo Clausura      | Libertad      | Asunción | 2007 |
| Campeonato Paraguayo | Libertad      | Asunción | 2007 |
| Torneo Apertura      | Cerro Porteño | Asunción | 2012 |
| Torneo Clausura      | Cerro Porteño | Asunción | 2013 |
| Torneo Apertura      | Cerro Porteño | Asunción | 2015 |

### Otros logros
| Torneo                    | Club    | Sede     | Año  |
| ------------------------- | ------- | -------- | ---- |
| Liguilla Pre-Sudamericana | Tacuary | Asunción | 2006 |

## Selección nacional
Fidencio Oviedo fue citado por el entrenador uruguayo, Gerardo Pelusso, (quien en ese entonces dirigía a la selección de fútbol de Paraguay) y debutó el 16 de octubre de 2012, en un encuentro frente a Perú que terminó 1-0 a favor de Paraguay.
Oviedo eventualmente volvería a ser citado para los últimos partidos de las Eliminatorias Sudamericanas 2014, arrancando algunos partidos como titular frente a rivales como Chile y Colombia.
Su última convocatoria en la albirroja data del 31 de marzo de 2015, en un amistoso frente a México, en el segundo partido de la era de Ramón Díaz al frente de la selección nacional. Hasta ahora, Oviedo ha disputado 15 partidos con Paraguay.

## Distinciones individuales
| Distinción                   | Club          | Otorgado por | Año  |
| ---------------------------- | ------------- | ------------ | ---- |
| Futbolista Paraguayo del año | Cerro Porteño | ABC Color    | 2012 |
| Jugador D10 del año          | Cerro Porteño | D10          | 2012 |

- Nota: El premio ganado por Oviedo en ABC Color corresponde al realizado por la votación de la gente, en paralelo se otorga otro galardón basado en la elección de los periodistas del mismo medio.
- El premio como jugador del año D10, a su vez, fue otorgado por votación popular además de la opinión de periodistas, entrenadores de Primera División y 3 jugadores de cada plantel elegidos por su propio DT.